# Anseropoda diaphana
Anseropoda diaphana is een zeester uit de familie Asterinidae.
De wetenschappelijke naam van de soort werd in 1889 gepubliceerd door Percy Sladen.